# Bengt Hagander
Bengt Hagander, född 23 november 1956 i Malmö, är en svensk seglare. Han tävlade för Malmö SS.

## Karriär
Vid VM 1982 i Geelong tog Hagander silver tillsammans med Magnus Kjell i Flying Dutchman. Vid olympiska sommarspelen 1984 i Los Angeles tävlade han tillsammans med Magnus Kjell i Flying Dutchman, där de slutade på nionde plats.